# Вулканічні острови

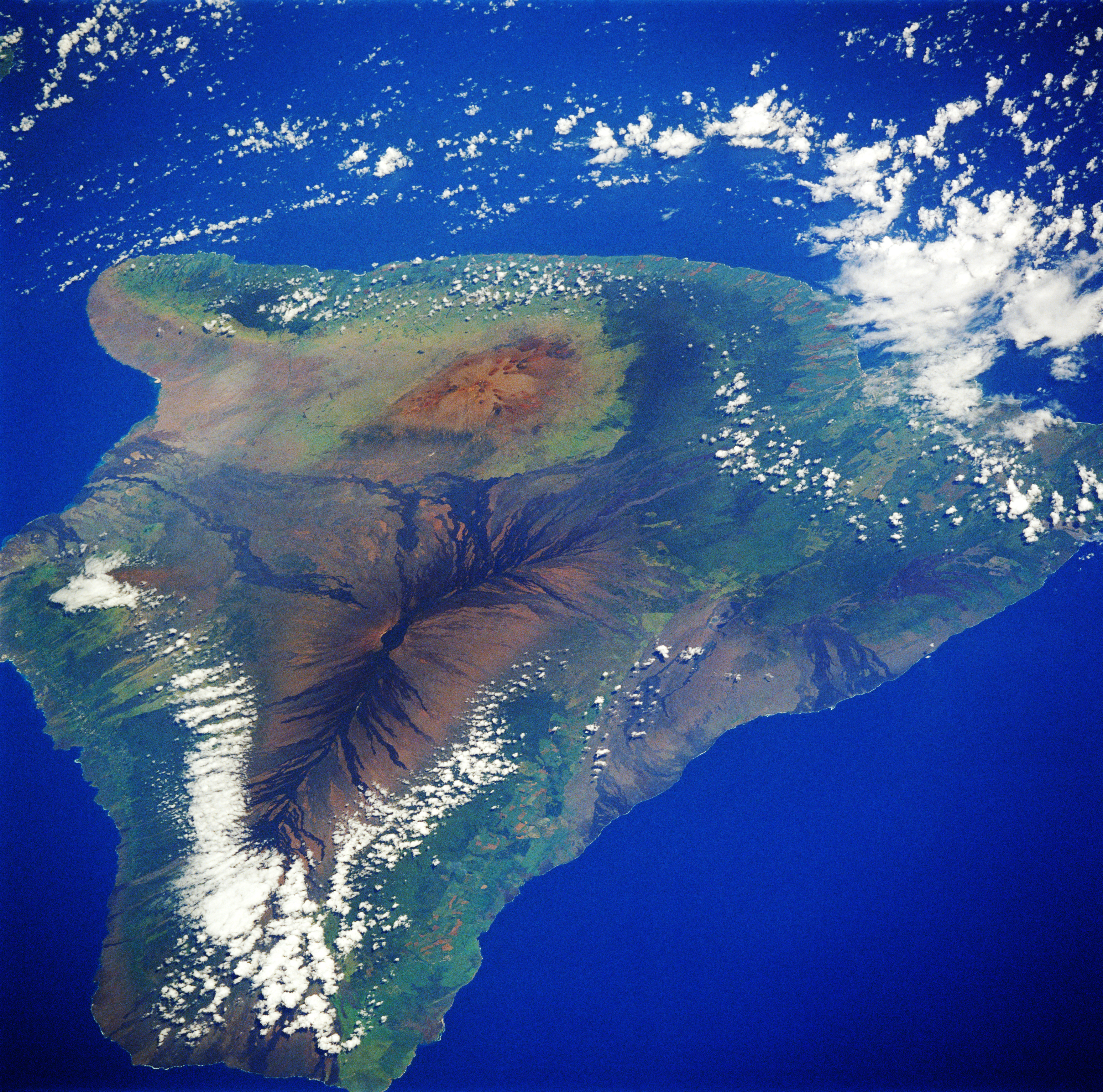
Гавайські острови мають вулканічну природу

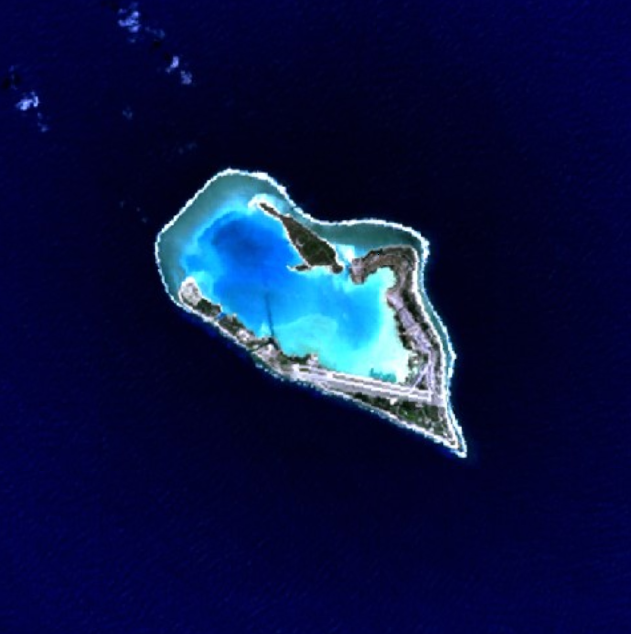
Острів Вейк — колишній вулканічний острів, що став атолом

Вулканічні острови — острови, утворені внаслідок виверження вулканів у морі. Зазвичай жерло вулканічних островів не має форми трубки.
На практиці зазвичай виникає ряд вулканічних островів, що є верхньою частиною вулканічної гряди, розташованих з певною закономірністю. Гавайські острови, Канарські острови тощо являють собою верхівки підводних вулканів, піднятих над поверхнею океану. Власне утворення острова відбувається в декілька фаз.
Ще Дарвін припустив, що зростання коралових островів (атолів) відбувається в процесі поступового опускання вулканічних островів. Він відзначив, що атоли зазвичай утворюються шляхом обростання вулканічного острова кораловим рифом, що формує кільцевий пояс.
Найбільшим вулканічним островом на Землі є Ісландія.